# Энтолома млечниковидная
Энтолома млечниковидная — вид грибов из семейства энтоломовые (Entolomataceae). Входит в подрод Entoloma рода энтолома (Entoloma). Внесена в Красную книгу природы Ленинградской области.

## Биологическое описание
- Шляпка 1,5—3,5 см в диаметре, у молодых грибов выпуклой формы, затем раскрывается до плоско-выпуклой, у старых грибов воронковидная, с подвёрнутым, затем приподнятым краем, слабо гигрофанная, неразлинованная, бархатистая, окрашена в серо-коричневые тона, иногда с розоватым оттенком, при подсыхании слабо светлеет.
- Мякоть бледная, без особого вкуса и запаха.
- Гименофор пластинчатый, пластинки сравнительно редкие, приросшие к ножке или низбегающие на неё, серо-белого цвета, с возрастом приобретают грязно-розовый оттенок. Края пластинок ровные.
- Ножка 2—4 см длиной и 0,2—0,5 см толщиной, ровная, в нижней части у некоторых экземпляров изогнутая, гладкая, розоватого цвета, с серо-бурыми прожилками. Кольцо отсутствует.
- Споровый порошок светло-розового цвета. Споры 7,5—9,2×7,5—8,5 мкм, 5—6-угольные. Базидии четырёхспоровые, с пряжками, 30—46×8—15 мкм. Цистиды отсутствуют. Кутикула шляпки — кутис, состоящий из узких цилиндрических гиф до 7 мкм толщиной.

Токсические свойства энтоломы млечниковидной не изучены.

## Ареал и экология
Энтолома млечниковидная впервые описана из Карелии. Затем этот вид был обнаружен и в Ленинградской области. Произрастает на лугах.